# Thābit ibn Qurra
Abu'l Hasan Thabit ibn Qurra' ibn Marwan al-Sabi al-Harrani (arabe : ابو الحسن ثابت بن قرة بن مروان الحراني) mieux connu sous le nom de Thābit ibn Qurra (arabe : ثابت بن قرة), parfois Thabet_ibn_Koura_Al-Harani, (Harran, 826 ou 836 - 18 février 901) est un astronome, astrologue[réf. nécessaire], mathématicien, philosophe, médecin et théoricien de la musique syrien,,  ayant vécu dans le califat abbasside.
En latin, il était connu sous le nom de Thebit.

## Biographie
Abu al Hassan Thabit ibn Qurra est issu de la communauté des Sabéens, qui a son centre à Harran. Issus de l'exil de l'École néoplatonicienne d'Athènes après les persécutions anti-païennes de l'empereur chrétien Justinien, ils sont des néoplatoniciens, accusés par les musulmans d'être des adorateurs des étoiles, mais ils s'en défendent en invoquant les Sabéens cités par le Coran, qui eux sont des baptistes judéo-chrétiens et à ce titre des « gens du Livre ». En tout cas ils sont proches de la culture gréco-hellénistique, il leur est commun d’en parler la langue, comme le syriaque et l’arabe. D'où leur rôle historique comme pont entre les cultures grecque et arabo-musulmane.
Certaines sources le décrivent comme un changeur de monnaie qui exerçait à Harran. Dans tous les cas, il part exercer à Bagdad sur sollicitation des frères Banou Moussa, afin de traduire pour eux des traités mathématiques grecs.
À Bagdad, ibn Qurra étudie à la Maison de la sagesse et se lie d’amitié avec al-Munadjdjim, théoricien de la musique. D’après les déclarations d'Ibn al Qifti, Abu al Hassan Thabit ibn Qurra aurait écrit un traité de musique en syriaque de 500 feuilles et mentionne que ses écrits et épîtres sur la musique sont nombreux.
Mais Thabit est avant tout connu comme mathématicien et traducteur majeur de l'œuvre mathématique et astronomique des Anciens Grecs vers l'arabe : Archimède, Euclide, Ptolémée, Apollonius… Plusieurs des textes de ces auteurs ne nous sont plus accessibles que par ces traductions et sont arrivés par elles dans l'Europe occidentale, où elles seront la base de nombreuses traductions latines du XIIe siècle.
Cette activité se déroule dans le cadre de la communauté réunie par les frères Banou Moussa, mathématiciens et mécènes de Bagdad qui financent des missions dans l'Empire byzantin pour retrouver des manuscrits anciens et les faire traduire. Ils introduiront Thebit à la cour du calife abbasside Al-Mutadid, où il finira ses jours comme proche conseiller.
La contribution propre de Thabit est importante en théorie des nombres (nombres amicaux et nombres de Thebit), en calcul intégral (aire des secteurs de coniques) et en algèbre (moyenne géométrique). 
Philosophe, Thabit ibn Qurra s'est interrogé sur l'existence de l'infini. Il a notamment abordé cette question d'un point de vue mathématique : il montre que l'ensemble des entiers (naturels) pairs et l'ensemble des nombres impairs ont même nombre d'éléments, et que l'on passe de l'un à l'autre en ajoutant un. Il en déduit qu'un infini peut être la moitié d'un autre infini, puisque chacun de ces deux ensembles représente la moitié de l'ensemble des entiers naturels, un infini peut ainsi être plus grand qu'un autre,.  Même si son raisonnement, qui s'appuie trop sur l'analogie avec les entiers, est erroné, il s'agit de la première tentative connue de calculer sur les infinis.

## Postérité
Sur la Lune, le cratère Thebit porte son nom.
En mathématiques, l'appellation nombre de Thebit désigne les nombres de la forme « 3·2n - 1 », avec « n » entier naturel.

### Œuvres de Thâbit ibn Qurra

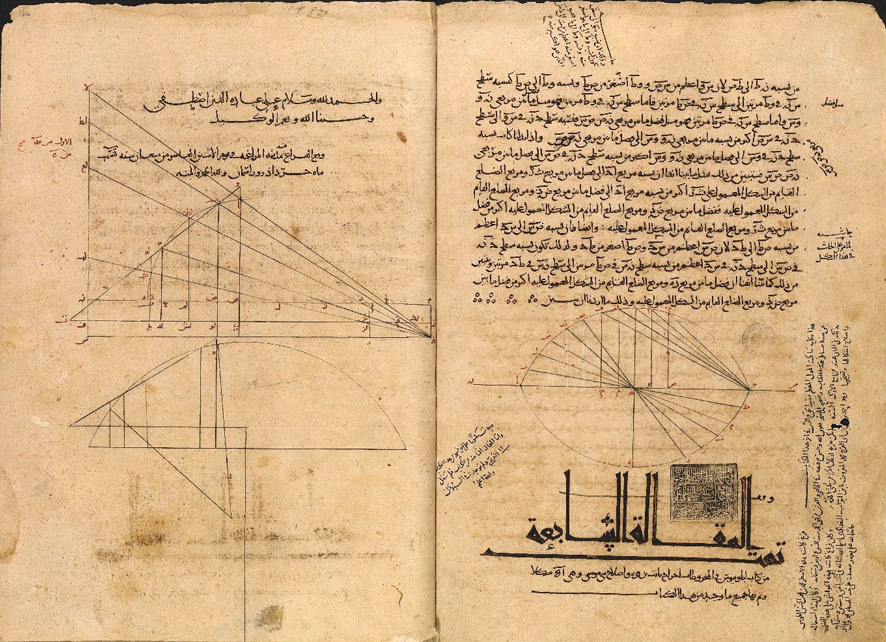
La conique d'Apollonius de Perge, folios 162b et 164a.

- The astronomical Work of Thâbit ibn Qurra (en latin), édi. par Francis J. Carmody, Berkeley et Los Angeles, University of California Press, 1960.
  - De figura sectore, p. 150–164.
  - Tractatus de proprietatibus quarundam stellarum et convenentia earundem quibusdam lapidibus et herbis, p. 179–197.
  - De imaginibus, p. 167-197. La traduction latine (De imaginibus) vient de Jean de Séville Hispalenis et Limiensis vers 1130. L'art de faire des talismans astrologiques.
- Œuvres d'astronomie, édition du texte arabe, traduction française et commentaire Régis Morelon, Paris, Les Belles Lettres, 1987, 650 p. (CXLV+321+168+XV), (Collection "Sciences et philosophie arabes — Textes et Études"). 9 traités : 1) Almageste simplifié (De hiis que indigent expositione antequam legatur Almagesti) ; 2) Présentation des orbes ; 3) Sur l'année solaire (De anno Solis) : prend pour base de mesures la longueur de l'année sidérale, et non, comme Claude Ptolémée, l'année tropique ; 4) Ralentissement et accélération du mouvement apparent sur l'écliptique ; 5) Le mouvement des deux luminaires ; 6) La visibilité du croissant par le calcul ; 7) La visibilité du croissant par les tables ; 8) sur les ombres projetées par un gnomon perpendiculaire à la surface d'un cadran solaire horizontal ; 9) sur les cadrans solaires plans diversement inclinés.
- Four Astrological Works in Latin, éd. Francis J. Carmody, Berkeley, 1941.
- Le livre sur la mesure des paraboloïdes et Le livre sur la mesure de la section d'un cône appelé parabole, Roshdi Rashed (trad.),  Les mathématiques infinitésimales du IXe au XIe siècle, t. I : Fondateurs et commentateurs, Londres, Al-Furqan Islamic Heritage Foundation, 1993, p. 187–270 et 319–456 (avec le texte arabe).

Sur la musique :
- Henry George Farmer (en), « The sources of Arabian music, an annotated bibliography of Arabic manuscripts which deal with the theory, practice and history of Arabian music from the eighth to the seventeenth century », XXVI + 71 p., Leiden, Brill, 1965, The Source of Arabian Music. Bearsden 1940 [4-97 p., 26 cm] ; Leiden, E. J. Brill 1965 [xxvi–71 p.], p. 129
- –, A history of the Arabian music to the XIIIth century, Londres, 1929
- Franz Rosenthal (1914), Two Graeco-Arabic works on music, dans Proceedings of the American Philosophical Society (60, 4) 1966

### Études sur Thâbit ibn Qurra
- Seyyed Hossein Nasr (1998), in: Isis 89 (1) pp. 112-113
- Charles Burnett (1998), in: Bulletin of the School of Oriental and African Studies, University of London 61 (2) p. 406.
- Churton, Tobias, The Golden Builders: Alchemists, Rosicrucians, and the First Freemasons, Barnes and Noble Publishing, 2006.
- Shiloah Amnon, "Un problème musical inconnu» de Thabit ibn Qurra", in: Orbis Musicae (I, 1) 1971, p. 25-38 [trad. française].
- (en + fr) Roshdi Rashed (éd.), Thabit ibn Qurra, Science and Philosophy in Ninth-Century Baghdad, Berlin, Boston, De Gruyter, 2009 (ISBN 978-3-11-022078-0, DOI 10.1515/9783110220797)

### Pseudo-Thâbit ibn Qurra
- De motu octave sphere (apocryphe selon R. Morelon)[10]. Théorie de la trépidation de la 8° sphère.
- De quindecim stellis, quindecim lapidibus, quindecim herbis et quindecim imaginibus, apud L. Delatte, Textes latins et vieux-français relatifs aux Cyranides, 1942. Aussi attribué à Hermès.
- De recta imaginatione sphaerae et circulorum ejus, in Francis J. Carmody, The Astronomical Works of Thabit b. Qurra, Berkeley, University of California Press, 1960.
- De anno solis, trad. O. Neugebauer, "Thâbit ben Qurra 'On solar year' ", Proceedings of the American Philosophical Society, vol. CVI, 1962, n° 3, p. 290-299.
- Liber prestigiorum : L. Thorndike, "Traditional Medieval Tracts", dans Mélanges Auguste Pelzer, Louvain, 1947, p. 223–238.